# جون إدوارد دونكان
جون إدوارد دونكان (بالإنجليزية: John Edward Duncan)‏ هو سياسي نيوزلندي، ولد في 1884 في أوكلاند في نيوزيلندا، وتوفي في 1959 في نيوزيلندا. حزبياً، نشط في حزب العمال النيوزيلندي.